# サニー (レフェリー)
サニーは、プロレスのレフェリー、元女子プロレスラー。

## 経歴
2022年5月23日に広告代理店のステータス社が設立した女子プロレス運営会社「Evolution」の所属として最初にデビューした3人のレスラーのうちの一人。同期はChi ChiとZONESで、2023年3月31日に新木場1stRINGで行われた『Evolution旗揚げ戦』で3人同時にデビューした。サニーは高瀬みゆきとのシングルマッチに臨み、ダイビング・ギロチン・ドロップを浴びて敗れた。6月17日の全日本プロレスの大田区総合体育館大会で初めて他団体の大会に出場。Chi Chiとのタッグで尾崎魔弓&雪妃真矢組（正危軍）と対戦したが、尾崎のフィッシャーマンズ・バスターで3カウントを許した。
2023年9月14日、全日本プロレスの新木場1stRING大会でSAKIとのシングルマッチに臨むが、試合後に手足の痺れが悪化して救急搬送される。精密検査の結果、先天性の脊柱管狭窄症が判明し、このままプロレスを継続した場合、脊髄損傷や半身不随に直結するおそれがあると医師から指摘されたことを受け、レスラー引退を決断。10月10日の記者会見で引退を発表、12月17日の新木場1stRING大会で引退式が執り行われた。
プロレスラー引退後、団体に残って裏方として活動を続ける中で、レフェリーへの就任を打診される。サニーはこれを受けてレフェリングのトレーニングを始め、2024年2月18日の新木場1stRING大会で行われた、石川修司&ブラックめんそーれ組と佐藤耕平&SUSHI組のタッグマッチでレフェリーとしてデビューした。3月28日の旗揚げ1周年記念大会では、メインイベントとして行われたChi ChiとZONESの同期2人の一騎打ちを裁いた。
2024年9月23日、板橋グリーンホールのチョコプロ板橋大会で、初めて他団体のレフェリーを務めた。